# 轴生蹄盖蕨
轴生蹄盖蕨（学名：Athyrium rhachidosorum）为蹄盖蕨科蹄盖蕨属下的一个种。

## 扩展阅读
- 維基物種上的相關：轴生蹄盖蕨